# Jardins Oricellari
Les Jardins Oricellari (Orti Oricellarini en italien) sont des jardins monumentaux situés dans la rue homonyme près de la basilique Santa Maria Novella, à Florence, en Italie. Ils constituent les jardins du Palazzo Venturi Ginori actuel et appartenaient à la famille Rucellai, dont « Oricellari » est une variante du nom de famille.

## Histoire

### Les Rucellai

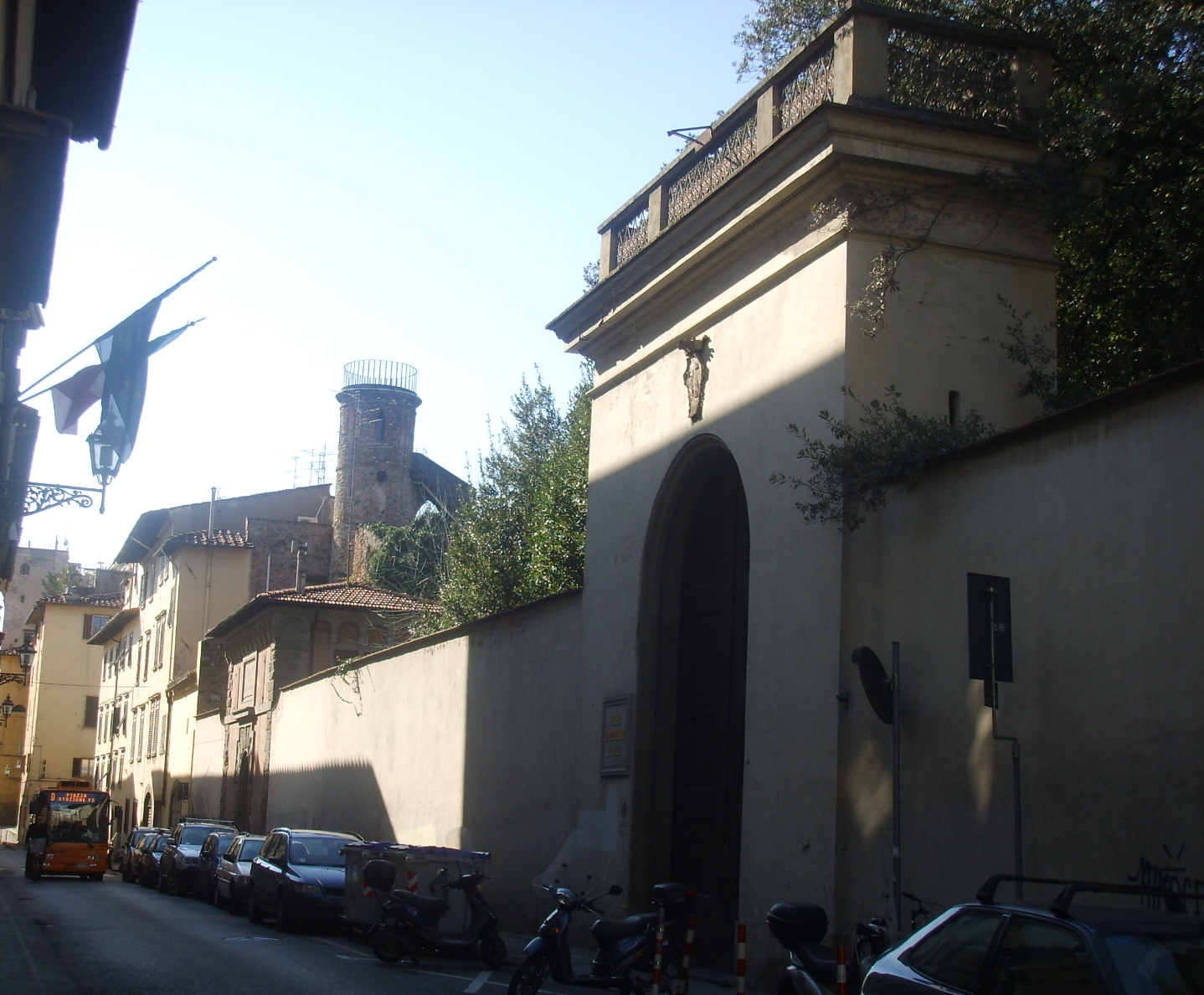
Entrée des Orti Oricellari.

Le jardin est aménagé à la fin du XVe siècle lorsque Bernardo Rucellai et son épouse Nannina de Médicis, sœur aînée de Laurent de Médicis dit le Magnifique, achètent le terrain et y édifient un palais. Le mécénat de la famille Rucellai, semblable à celui des Médicis, est à l'origine des sessions de l'Académie platonicienne de Florence dans les espaces du bâtiment, qui accueillent certains des écrivains et hommes de culture les plus importants de l'époque, tels que Gian Giorgio Trissino, Nicolas Machiavel (qui y présente ses Discours sur la première décade de Tite-Live), Jacopo Nardi, Léon X. L'Académie doit en effet s'y installer, après avoir quitté la villa Medicea di Careggi après la deuxième expulsion des Médicis en 1498.
L'entreprise de teinture de la laine à l'orseille, un lichen, et à l'ammoniac (dérivé de l'urine), qui a fait la fortune de la famille Rucellai et des tissus florentins teints du rouge violacé typique, est installée à proximité des jardins. Ce procédé est un développement important dans la science chimique appliquée à la teinture.
Le sort de l'Académie est mitigé : après que la gestion des réunions soit passée aux fils de Bernardo Rucellai, Palla et Giovanni, elle subit une première accusation de complot. On y parle souvent de politique et ces échangent abordent inévitablement la question républicaine, avec les anciennes libertas de plus en plus ternies par l'hégémonie croissante des Médicis. En 1513, un véritable complot a pour toile de fond les idées qui circulent dans le cercle académique des Orti ; il y a quelques arrestations, dont celle de Machiavel, qui subit une légère peine comparée à la torture et à la condamnation à mort des deux principaux responsables : Pietro Paolo Boscoli et Agostino Capponi. Ceux-ci accusent également, sous la torture, d'autres représentants du cercle des Orti, avec pour conséquence une surveillance accrue de ses activités, qui ne provoque cependant pas sa fermeture.

### La recherche de la ville idéale  chez les Orti
Comme l'a démontré Battista Liserre dans un de ses articles : "L'une des raisons de la fondation d’Orti Oricellari était la recherche des modèles idéaux de ville, considérée comme le centre d'une assemblée humaine civile et productive. Le principal critère d'établissement, du moins dans la conception idéaliste du seizième siècle, était la géométrie des espaces. On sait avec certitude que Rucellai a construit le Jardin de « via della Scala » en conformité avec les règles et règlements de l’Architecture de Leon Battista Alberti. Même pour le bâtiment principal de son palais, il souhaitait s’inspirer d’un dessin du grand architecte. En voulant faire attention au symbolisme des formes, il convient d'observer que Rucellai matérialise l'ambition tacite d'Alberti, favorisant la réintroduction au XVIe siècle de formes géométriques. Son jardin a la forme d'un trapèze au centre du terrain ; c'est une résidence qui a l'apparence de l'église de San Pancrazio. Comme l'a souligné Giorgio Vasari, dans Vite de’ più eccellenti pittori, scultori, e architettori, à côté de la maison, il y avait deux loges, avec une disposition identique à celle du tableau-symbole de la Renaissance italienne la ville idéale. Le choix de s’inspirer de ce tableau n’a pu être aléatoire car c’est dans le jardin de Rucellai qu’a eu, lieu au XVIe siècle, cette expérience culturelle qui a jeté les bases de la civilisation humaine actuelle. Florence était en fait la première ville d'État de la Renaissance capable d'associer l'art et la science, la beauté et la symétrie, l'urbanité et le respect du citoyen. Pour ces raisons, la recherche de la ville idéale a toujours été au centre des débats des Orti Oricellari. Un exemple approprié est la structure du jardin de Rucellai dans lequel il était possible de trouver de nombreuses similitudes avec la peinture de Città ideale et les proportions de l'architecture de la Renaissance. L'œuvre Città ideale conçue entre 1470 et 1490 par un artiste inconnu est conservée à Urbino dans la Galerie nationale des marques. La peinture montre une grande place, au milieu d'un édifice religieux et, sur les côtés des bâtiments".
En 1516, Léon X y assiste à la tragédie Sofonisba de Gian Giorgio Trissino et à Rosmunda de Giovanni de Bernardo Rucellai. C'est précisément aux Orti que Trissino  lit et commente, probablement avec Machiavel, le De vulgari eloquentia de Dante Alighieri, qu'il vient de redécouvrir à Padoue, lançant la question de la langue séculaire en Italie, et encourageant Machiavel à rédiger le Discorso o dialogo intorno alla nostra lingua (« Discours ou le dialogue autour de notre langue »).
En 1521, certains membres de l'académie, de plus en plus anti-médicéens, Zanobi Buondelmonti, Jacopo da Diacceto et Luigi Alamanni, complotent à nouveau pour l'élimination du cardinal Giulio de' Medici, alors chef de facto de Florence. Une fois découverts, deux d'entre eux sont exécutés en 1522, tandis que seul Buondelmonti réussit à s'enfuir en France. La fermeture définitive de l'Académie a lieu en 1523.

### Les Médicis
Cinquante ans plus tard, en 1573, la propriété est achetée par Bianca Cappello, la célèbre maîtresse de François Ier de Médicis, lassée du palais de la via Maggio. Les jardins sont restaurés et retrouvent leur ancienne gloire pendant une période.
Au milieu du XVIIe siècle, le cardinal Giancarlo de' Medici, qui est entré en possession de la villa et du parc à la suite d'événements successoraux complexes, engage une importante série de travaux, créant un jardin à l'italienne. La décoration du jardin s'inspire de l'œuvre de Bernardo Buontalenti à la Villa di Pratolino tant pour l'utilisation de pièces d'eau que pour la présence de statues gigantesques, dans un environnement caractérisé par des scènes héraldiques inspirées de la mythologie classique.
La statue du cyclope Polyphème buvant à l'outre d'Antonio Novelli se démarque, haute de 8,40 mètres et réalisée en maçonnerie de plâtre avec une structure en fer, la même technique que celle utilisée par Jean Bologne pour la statue du Colosse de l'Apennin à Pratolino. L'eau des fontaines provient du jardin de Boboli, en utilisant le système de canalisation présent le long de la Via Maggio et du pont Santa Trinita. À la même période, la grotte souterraine, la Grotta degli Orti, est également construite, toujours par Novelli, composée de deux salles communicantes décorées de statues dans une attitude dynamique représentant les vents. La première salle a une forme elliptique, tandis que la seconde est de forme rectangulaire avec des fresques représentant les nymphes.
En 1640, par des passages successoraux complexes, elle redevient propriété de la branche grand-ducale de la famille Médicis et est ensuite vendue à d'autres familles, de même que d'autres propriétés désormais considérées comme secondaires.

### XIXesiècle

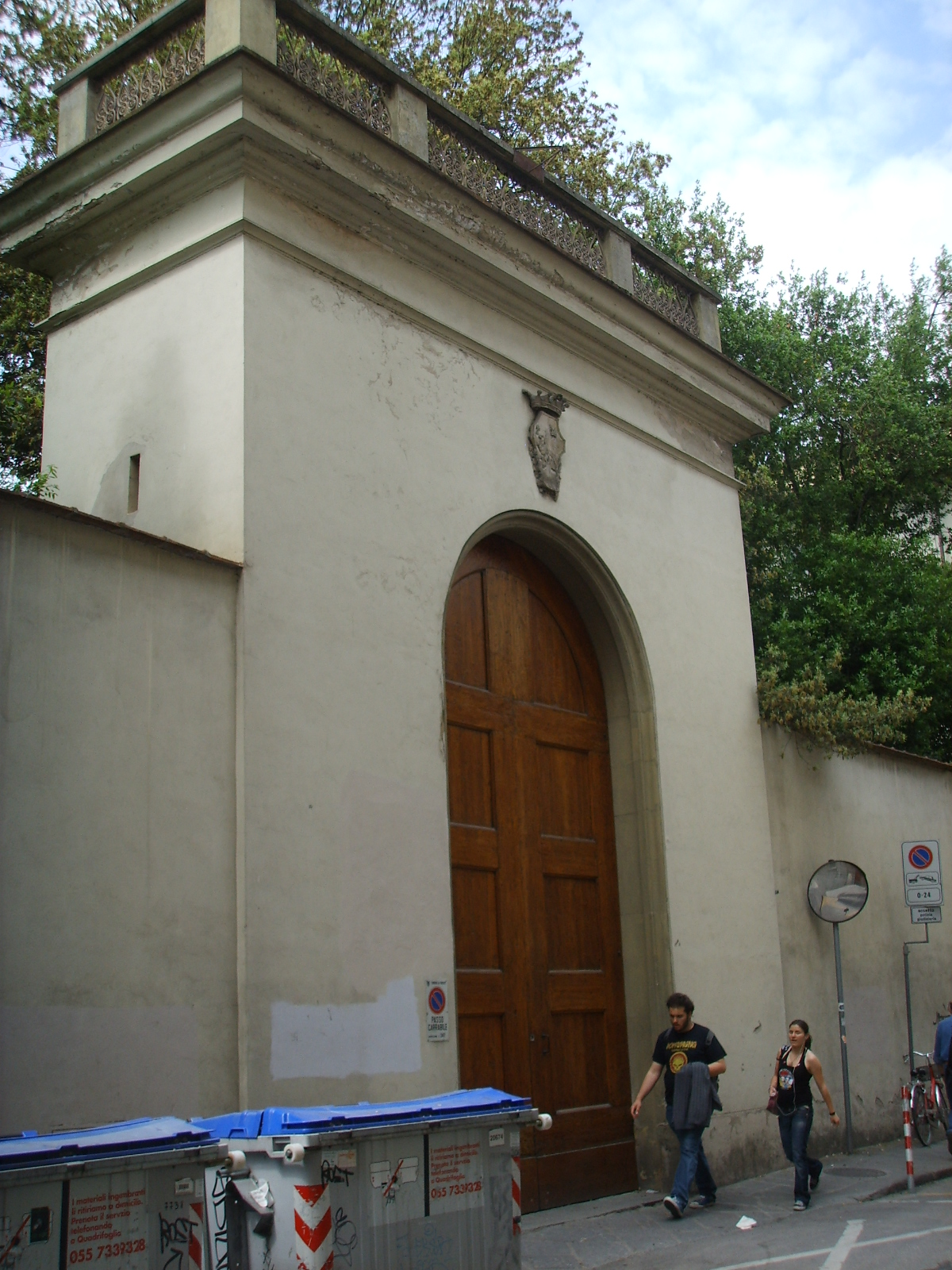
Entrée via Orti Oricellari.

En 1808, Giuseppe Stiozzi-Ridolfi achète un terrain supplémentaire (ancien cloître du couvent supprimé de Sant'Anna sul Prato, jouxtant le jardin Corsini), agrandissant le jardin selon la mode du jardin à l'anglaise romantique conçu par Luigi de Cambray Digny. Le projet comprend des chemins sinueux, des buttes, de petits plans d'eau, des statues et des effets de ruines. Un axe central abouti au Tempietto di Flora et les principaux éléments préexistants, tels que le Polyphème et la grotte, sont incorporés dans ce nouvel agencement. Un programme précis vise à créer un parcours initiatique, par l'utilisation d'éléments symboliques, d'éléments souterrains et d'inscriptions, qui conduirait au Panthéon des Académiciens néoplatoniciens, destiné à accueillir la mémoire d'illustres exempla virtutis, une sépulture monumentale au style inspiré d'une foi entièrement laïque et païenne pour l'histoire et la philosophie. En 1832, Emilio Burci publie une série de gravures représentant les Orti Oricellari, avec des vues de l'abbaye de Sant'Anna, le temple de Vénus et celui en ruine, le cirque, le Colosse de Polyphème et la grotte, le jardin fleuri, la forteresse, la tour circulaire et le Panthéon.
En 1861, la princesse Olga Orloff devient propriétaire ; elle charge Giuseppe Poggi, l'architecte des futurs viali di Circonvallazione et Piazzale Michelangelo, de moderniser la villa et le jardin. Poggi crée un projet classique qui nécessite la restauration de l'étang d'où la statue de Polyphème émerge. En 1892, le lieu est déclaré Monument national.

### Époque contemporaine
Bien que le lac n'existe plus aujourd'hui, la physionomie du projet de Poggi est toujours celle visible dans le jardin aujourd'hui, malgré les modifications ultérieures, y compris la nouvelle amputation avec la coupure de la Via Benedetto Rucellai à l'époque de Florence Capitale. Avec l'ouverture de la nouvelle via Bernardo Rucellai (achevée en 1896), l'ancienne propriété est également réduite et fragmentée, faisant perdre au complexe et à son jardin sa dimension unitaire, sur lequel dans les décennies suivantes (du côté des nombres impairs de la rue) des édifices religieux sont construits (église de l'Adoration-Perpétuelle de Florence et église épiscopalienne américaine de Saint James).
Les Orti Oricellari, en tant que cercle de la culture néoplatonicienne dans la Florence prospère du début du XVIe siècle, sont rappelés par Gabriele D'Annunzio dans l'ouverture de son célèbre livre Alcyone, situé dans les collines toscanes. Le poète prétend que l'Enfant (c'est-à-dire à son esprit poétique) joue une douce mélodie avec une flûte (inspiration poétique), et que l'Enfant a pris ce roseau dans l'Orti Oricellari où a brillé la dernière éclosion de la culture grecque et néoplatonicienne de l'âge Laurentien (« quand les éternelles Sirènes de la Grèce / vinrent avec Platon dans la Cité des Fleurs ») puis se décomposèrent dans les guerres du XVIe siècle (« la barbarie fut enterrée... la Muse / Fiorenza qui chantait en des jours lointains » etc.).

## Bibliographie

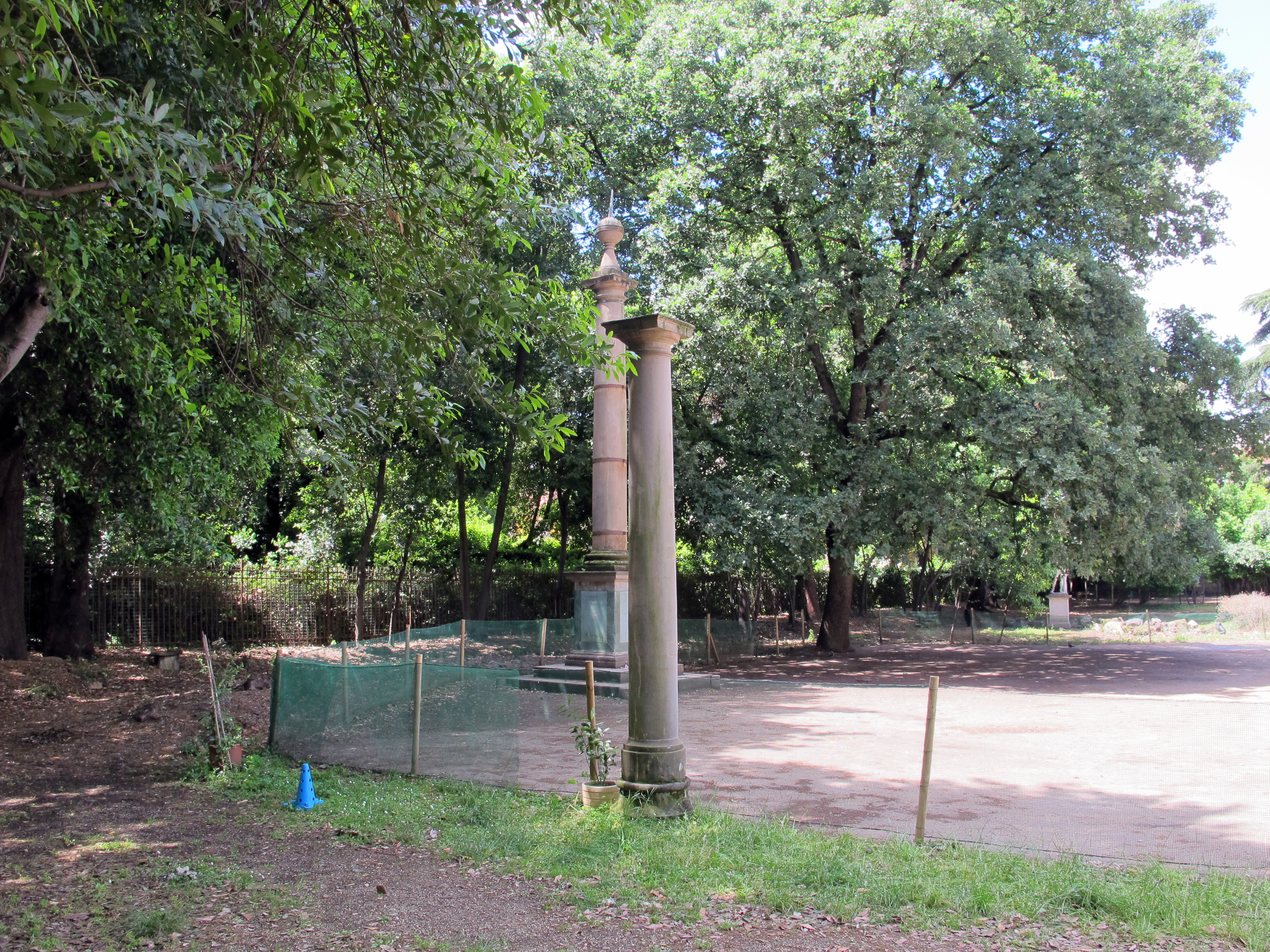
Verdure.

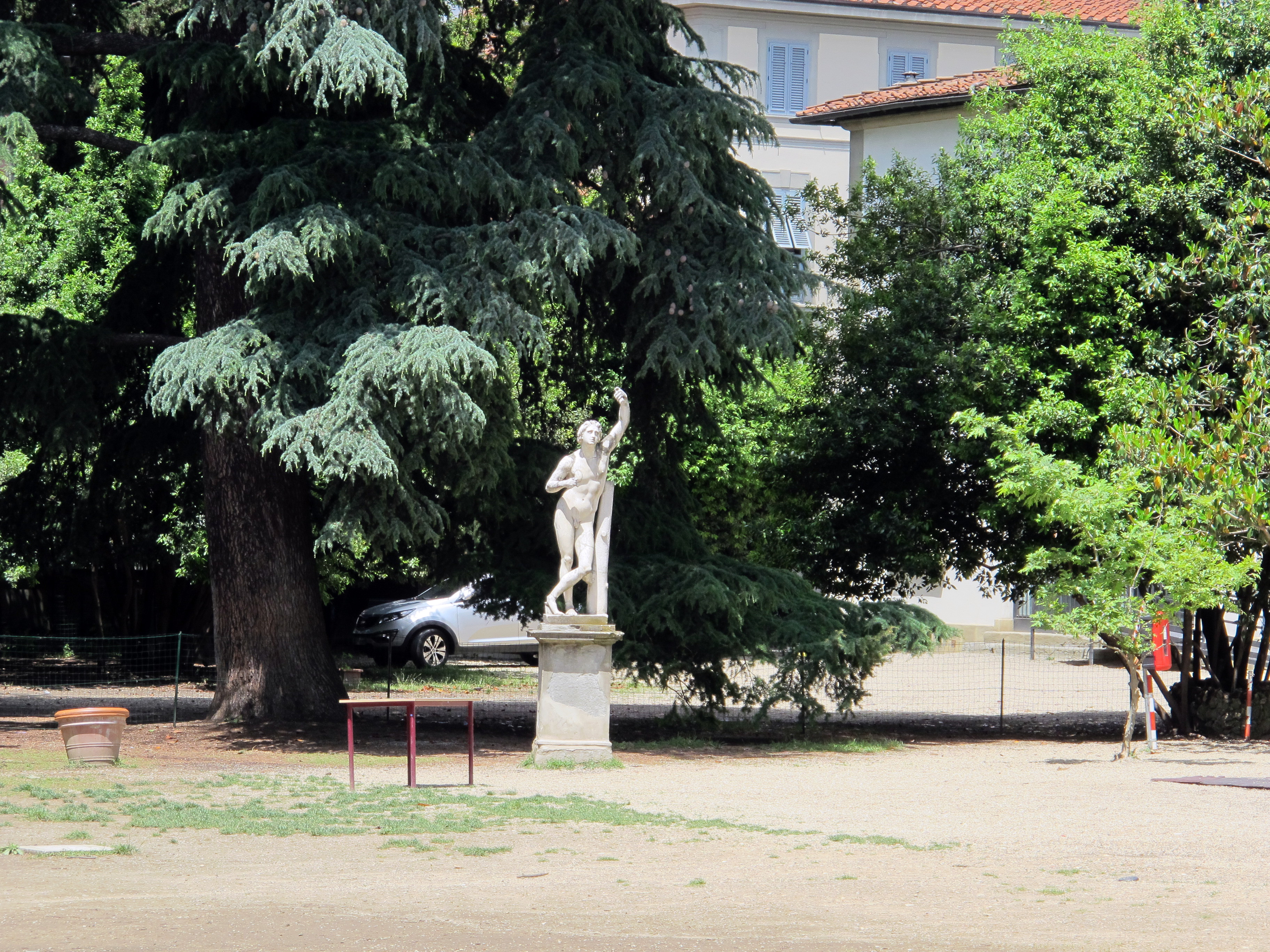
Détail.

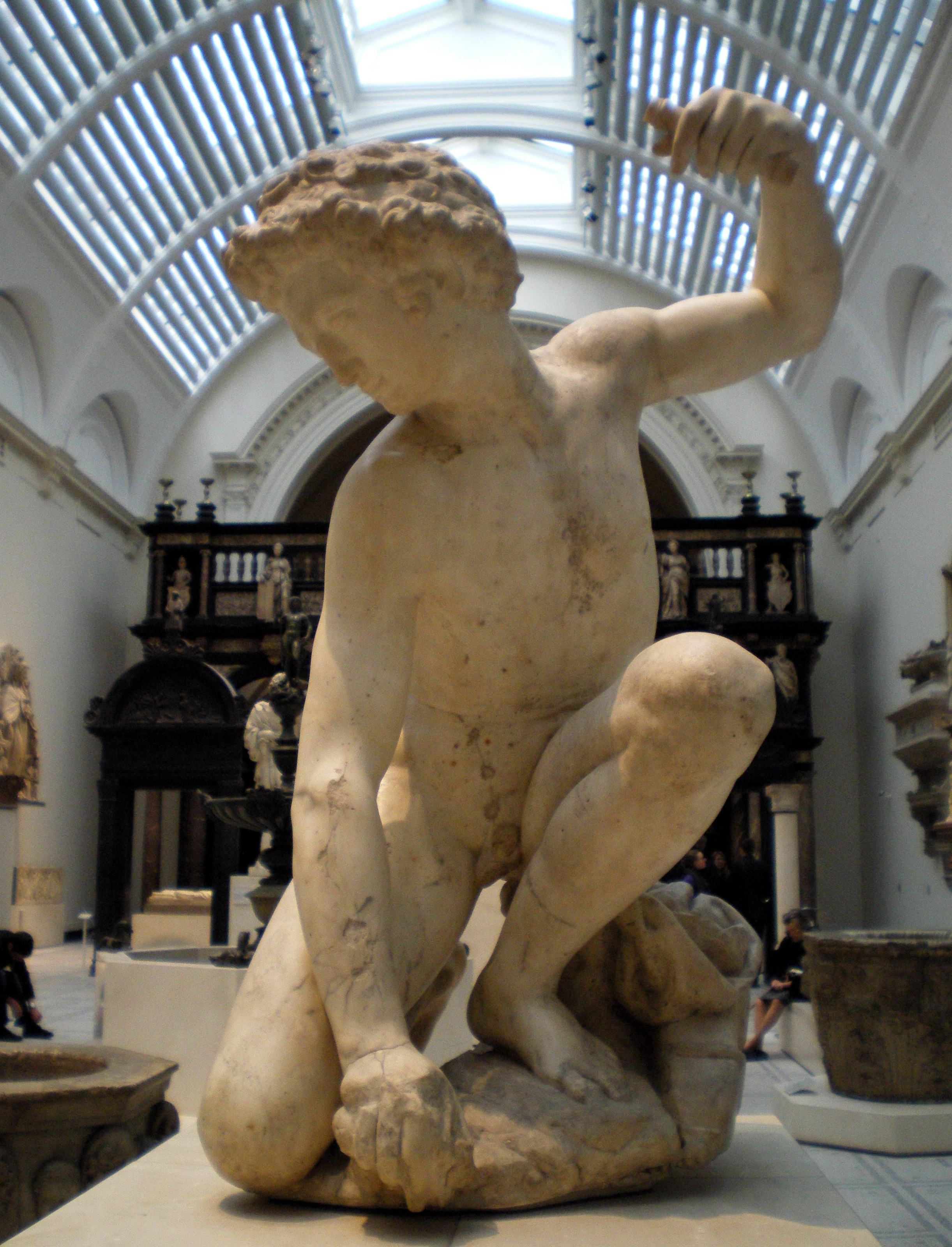
Narciso de Valerio Cioli, anciennement dans les jardins Oricellari (Victoria and Albert Museum).